# Delphinium nuttallianum
Delphinium nuttallianum är en ranunkelväxtart som beskrevs av George August Pritzel och Wilhelm Gerhard Walpers. Delphinium nuttallianum ingår i släktet storriddarsporrar, och familjen ranunkelväxter. Inga underarter finns listade i Catalogue of Life.

## Bildgalleri

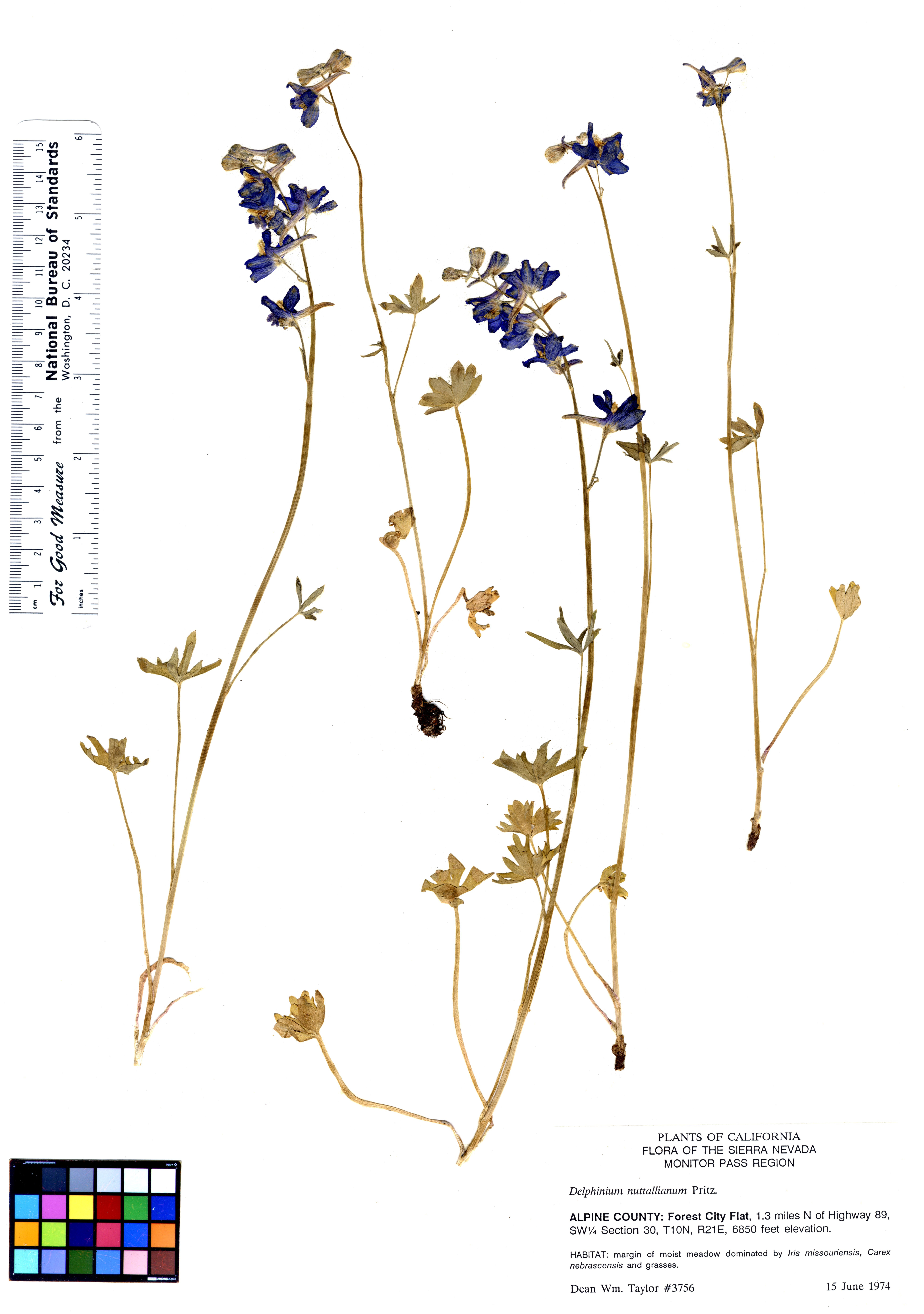
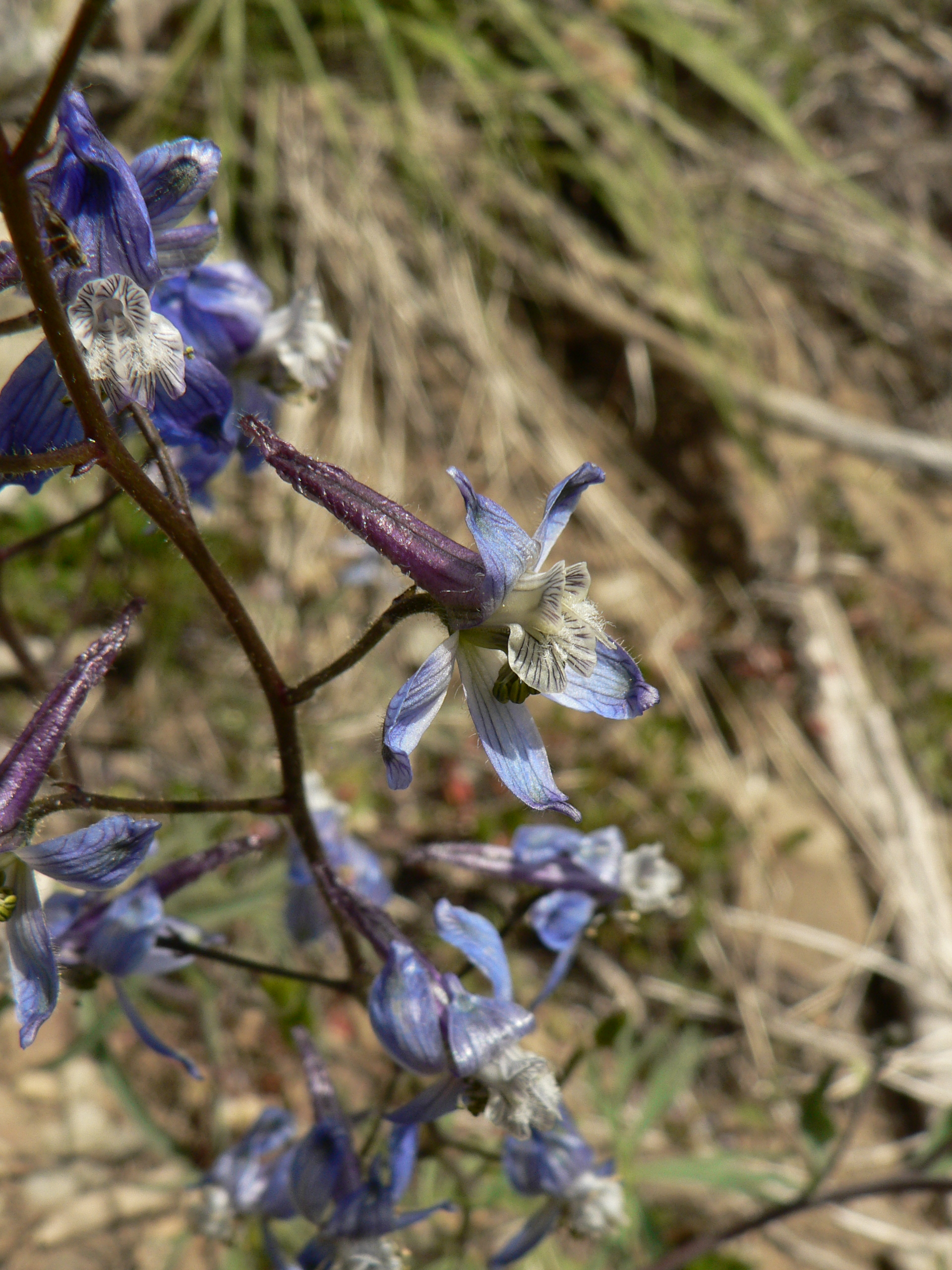
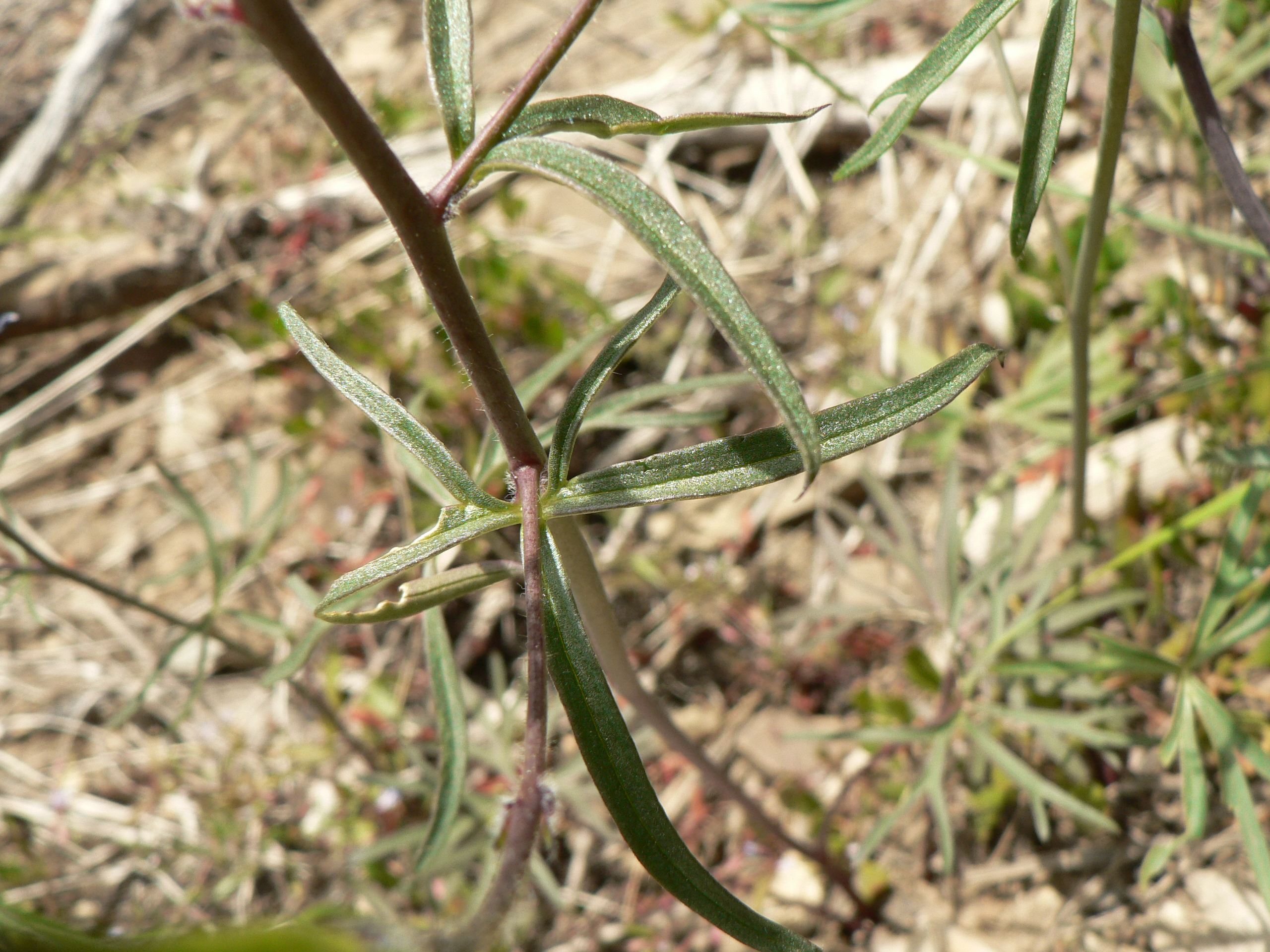
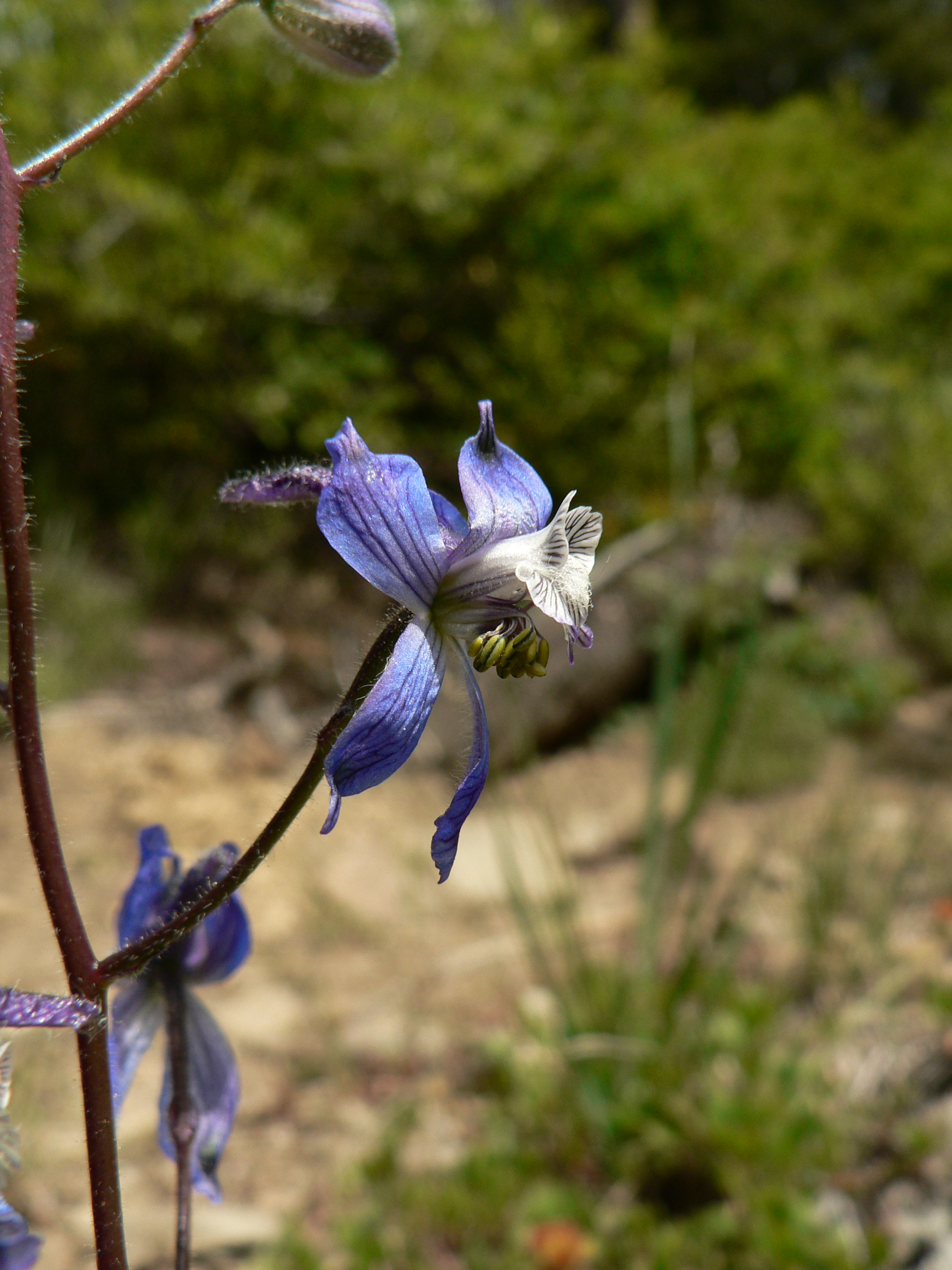
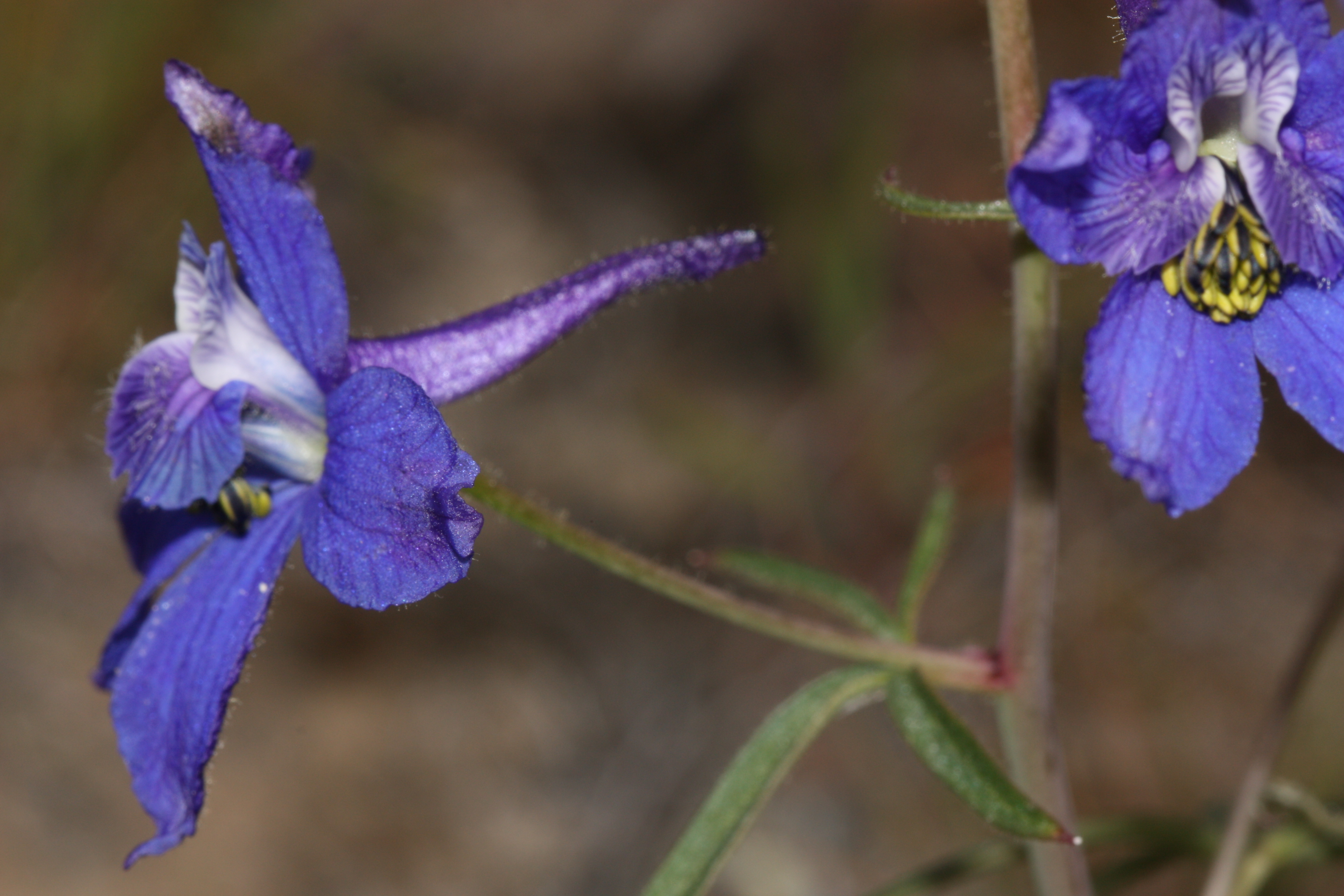
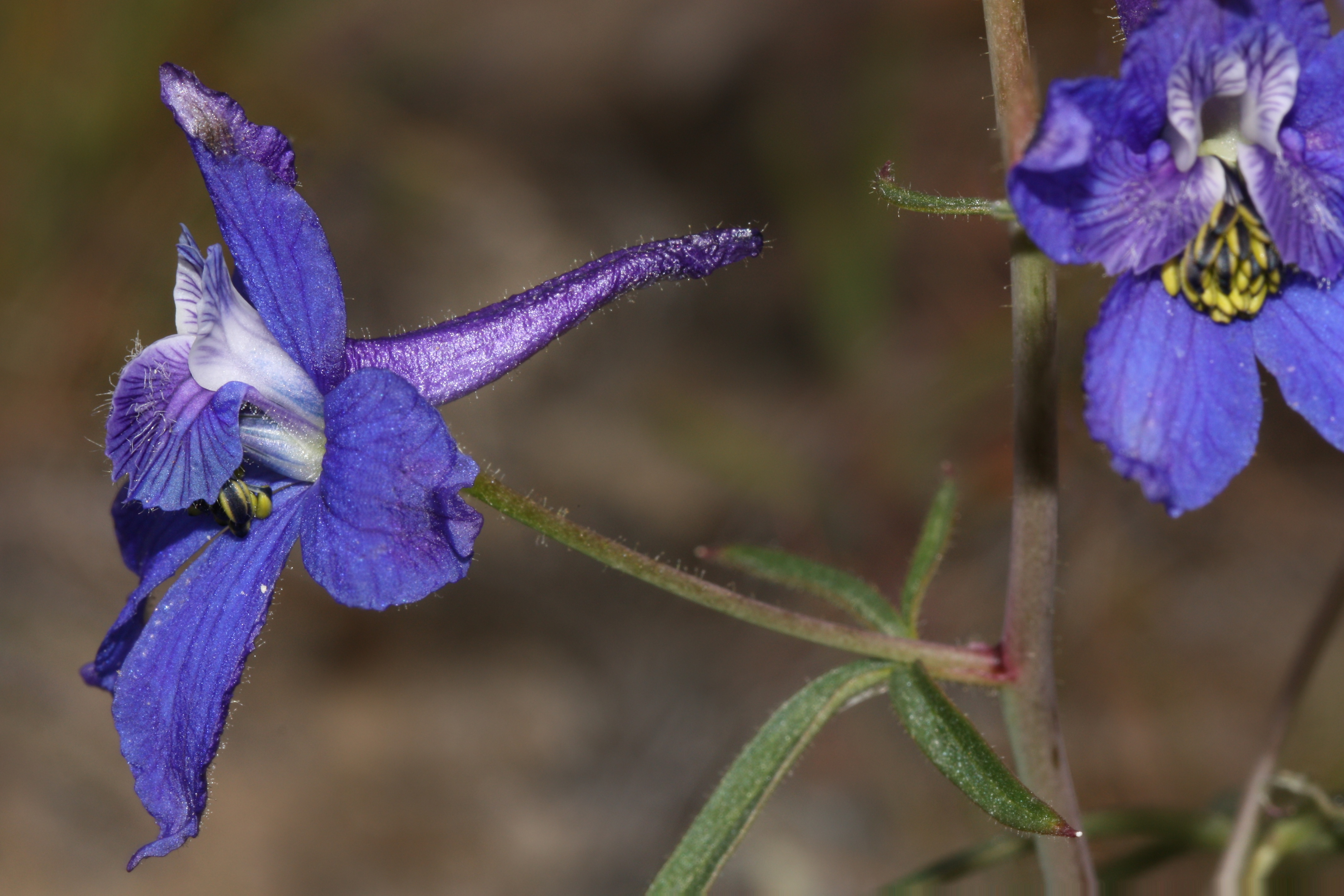